# 平坡镇
平坡镇，是中华人民共和国云南省大理白族自治州漾濞彝族自治县下辖的一个乡镇级行政单位。

## 行政区划
平坡镇下辖以下地区：
平坡村、向阳村、石坪村和高发村。